# IC 1066
IC 1066 est une petite galaxie spirale située dans la constellation de la Vierge. Sa vitesse par rapport au fond diffus cosmologique est de 1 772 ± 15 km/s, ce qui correspond à une distance de Hubble de 26,1 ± 1,8 Mpc (∼85,1 millions d'al). Cette galaxie a été découverte par l'astronome français Stéphane Javelle en 1891.
IC 1066 présente une large raie HI et elle renferme des régions d'hydrogène ionisé.
À ce jour, trois mesures non basées sur le décalage vers le rouge (redshift) donnent une distance de 34,233 ± 0,351 Mpc (∼112 millions d'al), ce qui est à l'extérieur des valeurs de la distance de Hubble. Notons que c'est avec la valeur moyenne des mesures indépendantes, lorsqu'elles existent, que la base de données NASA/IPAC calcule le diamètre d'une galaxie et qu'en conséquence le diamètre d'IC 1066 pourrait être d'environ 10,6 kpc (∼34 600 al) si on utilisait la distance de Hubble pour le calculer.
Selon E.L. Turner, les galaxies IC 1066 et IC 1067 forment une paire de galaxies rapprochées. La distance de Hubble d'IC 1067 est égale à 26,33 ± 1,86 pc, presque la même que celle d'IC 1066. NGC 5771. Ces deux galaxies forment donc une paire réelle.

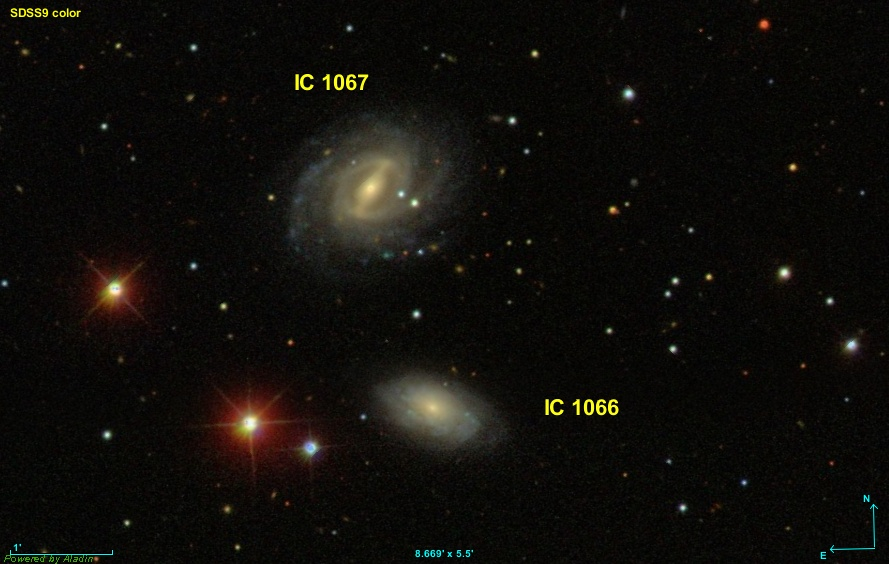
IC 1066 et IC 1067 sont voisines sur la sphère céleste et à des distances semblables de la Voie lactée. Elles forment donc une paire physique de galaxies rapprochées.

## Groupe de IC 1066
Selon Abraham Mahtessian, IC 1066 fait partie d'un groupe de galaxies qui porte son nom. Le groupe d'IC 1066 compte 15 membres. IC 1066 n'est ni la plus brillante ni la plus grosse galaxie du groupe, mais c'est la première galaxie de la liste de Mahtessian. Plusieurs des galaxies de cette liste se trouvent dans d'autres groupes décrits par d'autres sources, dont IC 1066 dans le groupe de NGC 5775. Les membres du groupe selon l'ordre décrit pas Mahtessian sont : IC 1066, IC 1067, NGC 5770, NGC 5774, NGC 5775, NGC 5806, NGC 5813, NGC 5831, NGC 5839, NGC 5838, NGC 5845, NGC 5846, NGC 5854, NGC 5864 et NGC 5869.
Puisque IC 1066 fait partie de l'amas de la Vierge III, un des amas du superamas de la Vierge, le groupe d'IC 1066 en fait également partie.

## Groupe de NGC 5775
Selon A. M. Garcia et Richard Powell, IC 1066 fait partie du groupe de NGC 5775. Ce groupe de galaxies compte cinq membres. Les quatre autres galaxies du groupe sont NGC 5770, NGC 5774, NGC 5775 et IC 1067,.
Le groupe de NGC 5775 fait partie de l'amas de la Vierge III, un des amas du superamas de la Vierge.